# Yokosuka B3Y
Yokosuka B3Y — серійний палубний бомбардувальник-торпедоносець Імперського флоту Японії 30-х років 20 століття.

## Історія створення
У 1932 році Імперський флот Японії, незадоволений характеристиками літака Mitsubishi B2M, оголосив конкурс на розробку його заміни, затвердивши специфікацію 7-Сі. Цього разу було вирішено не залучати іноземні фірми, а розробити літак власними силами. В конкурсі взяли участь фірми Mitsubishi й Nakajima, а паралельно з ними флот працював над своїм проєктом на 1-му арсеналі флоту в місті Йокосука. Поза конкурсом ще один дизайн літак виготовляла компанія Aichi.
Літак фірми Mitsubishi (заводське позначення 3MT10) вийшов навіть повільнішим, ніж попередник. Крім того, під час одного з випробувальних польотів прототип зазнав аварії та не підлягав відновленню. Літак фірми Nakajima (позначення Y3B або В3N) мав досить оригінальну новаторську конструкцію, проте теж не показав хороших результатів. Після побудови 2 прототипів роботи були припинені. Літак Aichi AB-8 був поза конкурсом і серйозно не розглядався.
Переміг у конкурсі літак 1-го арсеналу флоту, розроблений колективом конструкторів під керівництвом Судзукі Тамефумі. Конструктори взяли за основу літак Mitsubishi B2M, внісши в нього ряд змін. Літак здійснив перший політ у серпні 1933 року. Після незначних доопрацювань він був прийнятий на озброєння під назвою «Палубний штурмовик флоту Тип 92» (або В3Y1).

## Опис конструкції
Yokosuka B3Y був тримісним біпланом змішаної конструкції. Каркас фюзеляжу складався зі сталевих труб, обтягнутих полотном, за винятком носової частини, обшитої дюралем. Крила мали дерев'яний набір та фанерну обшивку, і могли складатись для розміщення на авіаносцях.
Літак був оснащений 12-циліндровим двигуном водяного охолодження Hiro Type 91 (ліцензійним варіантом французького Lorraine-Dietrich 12Eb Courlis) потужністю 600 к.с. Двигун виявився дуже ненадійним, крім того, й сам літак мав далеко не вражаючі характеристики, мав погану стійкість під час польоту та був складним в управлінні (на відміну від В1М та В2М).
Озброєння складалось з двох 7,7-мм кулеметів — одного нерухомого, скерованого уперед, з синхронізатором, а іншого — в турелі стрільця. Літак міг нести одну 800-кг торпеду або дві 250-кг бомби.
Через не дуже задовільні характеристики виробництво літаків Yokosuka B3Y йшло повільними темпами. Всього було збудовано 129 літаків, 75 з яких виготовила компанія Aichi, ще приблизно 30 Арсеналом флоту Хіро, а решта компанією Watanabe. Літаки Хіро відрізнялись чотирилопастним гвином, на відміну від стандартного дволопсного. У 1936 році їх виробництво було припинене.

## Історія використання

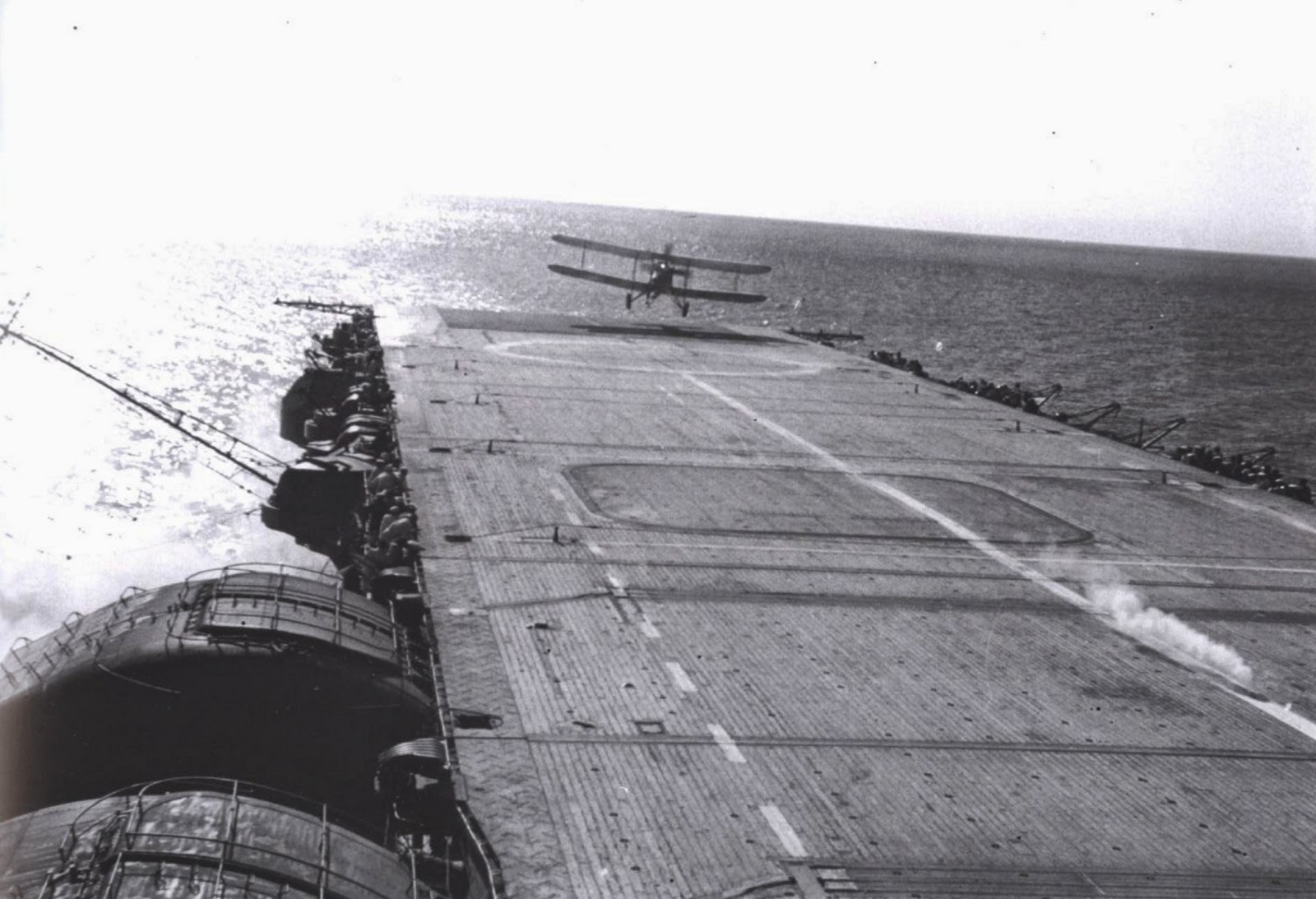
B3Y приземляється на борт авіаносця Сорю під час випробувань останнього. Протока Бунґо, грудень 1937 року.

Yokosuka B3Y ніс службу на авіаносцях «Хошо» та «Рюдзьо». Він так і не зміг витіснити B1M та B2M, і на початок японсько-китайської війни на флоті були бомбардувальники трьох різних типів. B3Y брали обмежену участь у бойових діях, зокрема, завдали декількох бомбових ударів по Шанхаю. Надалі, коли фронт перемістився далі віз узбережжя, японське командування, розуміючи, що B3Y не може протистояти новим китайським винищувачам, залучало їх тільки до патрулювання в тилу своїх військ. До 1940 року B3Y були повністю виведені з бойових частин.

## Тактико-технічні характеристики (B3Y1)

### Технічні характеристики
- Екіпаж: 3 чоловік
- Довжина: 9,50 м
- Висота: 3,73 м
- Розмах крил: 13,51 м
- Площа крил: 50,00 м²
- Маса порожнього: 1 850 кг
- Маса спорядженого: 3 200 кг
- Двигуни: Hiro Type 91
- Потужність: 600 к. с.

### Льотні характеристики
- Максимальна швидкість: 219 км/год
- Тривалість польоту: 4 год 30 хв

### Озброєння
- Кулеметне: 2× 7,7 мм кулемети
- Бомбове: 1× 800-кг торпеда або до 500 кг бомб